# Christer Basma
Ole Christer Basma (Oslo, 1 de agosto de 1972) é um ex-futebolista profissional norueguês. Destacou-se com a camisa do Rosenborg, clube que defendeu por uma década.

## Carreira
Basma iniciou a carreira profissional em 1990, no Bærum. Em 1993, foi contratado pelo Kongsvinger, onde atuou em 39 partidas até 1994, marcando 1 gol. Teve ainda passagem destacada pelo Stabæk, atuando em 86 jogos. O clube chegou a aposentar a camisa 7, usada pelo atleta, em homenagem aos serviços prestados por ele, reconsiderada em 2004, quando a camisa foi entregue ao meia Henning Hauger.
Quando o Rosenborg vendeu Vegard Heggem para o Liverpool em 1998, faltou-lhe um jogador para a posição. O clube então contratou Basma do Stabæk. Foi pelo clube de Trondheim onde o volante conquistou todos os títulos da carreira (8 títulos do Campeonato Norueguês e duas Copas da Noruega), além de ter jogado mais de 40 partidas de Liga dos Campeões. Em uma década representando os Troillongan, Basma jogou 225 partidas e marcou 5 gols. Em janeiro de 2009, aos 36 anos, abandonou os gramados pela primeira vez. Voltou a jogar em 2010, no Ranheim, onde também era auxiliar-técnico, tendo atuado em 2 jogos antes de encerrar definitivamente a carreira profissional. Em 2013, regressou novamente ao futebol, agora para defender o Mosvik, equipe da sexta divisão nacional, onde chegou a jogar com o esquiador Petter Northug.

## Seleção
Com passagem pelas categorias sub-15, sub-16, sub-17 e sub-21, Basma estreou pela Seleção principal da Noruega em 1995, contra Trinidad e Tobago. Apesar da boa fase no Rosenborg, ele não foi convocado para a Copa de 1998 nem para a Eurocopa de 2000. Sua última partida pela seleção foi em janeiro de 2005, num amistoso entre Noruega e Bahrein.
Em 10 anos pelo selecionado, o volante atuou em 40 partidas, não tendo marcado nenhum gol.

## Links
- Profile at Rosenborg club website
- Christer Basma em National-Football-Teams.com